# Menschen, Bilder, Emotionen

Sendungslogo 2006

Menschen, Bilder, Emotionen ist eine auf RTL ausgestrahlte Fernsehsendung mit Showcharakter. Thema der Sendung ist ein Rückblick auf das fast vergangene Jahr. Als Gäste werden neben Politikern, Prominenten und Musikern auch Privatpersonen mit bewegenden Geschichten eingeladen.

## Geschichte
Die Sendung wurde erstmals am 15. Dezember 1996 übertragen. Sie wurde seit Sendebeginn von Günther Jauch moderiert. Jauch hatte bereits zuvor von 1989 bis 1995 den Jahresrückblick Menschen im ZDF moderiert.
In der Zielgruppe der 14- bis 49-Jährigen erreichte die Sendung seit dem Jahr 2000 einen durchschnittlichen Marktanteil von 27,2 Prozent. Die Sendung wird jährlich von etwa 6,65 Millionen Zuschauern verfolgt.
Am 29. November 2021 wurde bekannt, dass die 26. Ausgabe des Jahres 2021 die letzte mit Jauch sein wird. Damit hat er insgesamt 32 Jahre lang einen Jahresrückblick im deutschen Fernsehen präsentiert. Im Jahr 2022 traten Thomas Gottschalk und Karl-Theodor zu Guttenberg die Nachfolge von Jauch an. 2023 übernahm Steffen Hallaschka die Moderation.

## Format
Die Ausstrahlung fand von 1996 bis 2022 am ersten oder zweiten Sonntag im Dezember statt. 2023 lief sie erstmals am Donnerstag. Die Sendung wird in den Studios der EMG Germany in Hürth bei Köln produziert.
In der Sendung werden jährlich Prominente, aber auch unbekannte Personen eingeladen, die im vergangenen Jahr besonderes erlebt, erreicht oder sonst eine bewegende Geschichte zu erzählen haben. Es folgt ein kurzer Einspielfilm mit einigen Informationen über die Person und die Geschichte, im Anschluss findet ein wenige Minuten langes Gespräch zwischen dem Moderator und dem Gast statt. Das Studio wird für jeden Gast entsprechend umgestaltet.
Zusätzlich gibt es Livemusik von Musikern, die im vergangenen Jahr besonders erfolgreich waren, wie beispielsweise Adele im Jahr 2015 mit dem Nummer-1-Hit Hello.
2023 wurde das Konzept leicht verändert. Es wurde chronologisch auf das Jahr zurückgeblickt und über die ganze Sendung hinweg kommentierte eine prominente Gästerunde die thematisierten Ereignisse. Die übrigen Gäste nahmen entweder in der Runde Platz oder wurden vom Moderator im Einzelgespräch befragt. Die Sendung kam außerdem erstmals aus einer festen Kulisse in einem kleineren Studio.

## Ausgaben
Eine unvollständige Auswahl der Ausgaben inklusive Gästen und Einschaltquoten zeigt die folgende Auflistung.

### 1996
1996! Menschen, Bilder, Emotionen wurde am 15. Dezember 1996 ausgestrahlt.

### 1997
1997! Menschen, Bilder, Emotionen wurde am 7. Dezember 1997 ausgestrahlt.

### 1998
1998! Menschen, Bilder, Emotionen wurde am 6. Dezember 1998 ausgestrahlt.

### 1999
1999! Menschen, Bilder, Emotionen wurde am 5. Dezember 1999 ausgestrahlt.

### 2000
2000! Menschen, Bilder, Emotionen wurde am 17. Dezember 2000 ausgestrahlt.

### 2001
2001! Menschen, Bilder, Emotionen wurde am 9. Dezember 2001 ausgestrahlt.

### 2002
2002! Menschen, Bilder, Emotionen wurde am 15. Dezember 2002 ausgestrahlt.

### 2003
2003! Menschen, Bilder, Emotionen wurde am 14. Dezember 2003 ausgestrahlt.
| Zuschauer | Zuschauer       | Marktanteil | Marktanteil     | Quelle |
| Gesamt    | 14 bis 49 Jahre | Marktanteil | Marktanteil     | Quelle |
| Gesamt    | 14 bis 49 Jahre | Gesamt      | 14 bis 49 Jahre | Quelle |
| --------- | --------------- | ----------- | --------------- | ------ |
| 8,02 Mio. | 4,10 Mio.       | 25,7 %      | 28,8 %          | [ 4 ]  |

### 2004
2004! Menschen, Bilder, Emotionen wurde am 13. Dezember 2004 ausgestrahlt. Gäste waren u. a. Anastacia, Franziska van Almsick, Sarah Connor, Hape Kerkeling, Jürgen Klinsmann, Udo Jürgens, Ralf Schumacher sowie die spätere Bundeskanzlerin Angela Merkel.
| Zuschauer | Zuschauer       | Marktanteil | Marktanteil     | Quelle |
| Gesamt    | 14 bis 49 Jahre | Marktanteil | Marktanteil     | Quelle |
| Gesamt    | 14 bis 49 Jahre | Gesamt      | 14 bis 49 Jahre | Quelle |
| --------- | --------------- | ----------- | --------------- | ------ |
| 7,65 Mio. | 4,10 Mio.       | 25,4 %      | 29,6 %          | [ 5 ]  |

### 2005
2005! Menschen, Bilder, Emotionen wurde am 11. Dezember 2005 ausgestrahlt. Gäste waren u. a. Sarah Connor, Nena und Tokio Hotel. Jürgen Schmidt-André wurde u. a. für diese Ausgabe für den Deutschen Fernsehpreis 2006 in der Kategorie Beste Ausstattung (Bühnenbild/Studiodesign) nominiert.
| Zuschauer | Zuschauer       | Marktanteil | Marktanteil     | Quelle |
| Gesamt    | 14 bis 49 Jahre | Marktanteil | Marktanteil     | Quelle |
| Gesamt    | 14 bis 49 Jahre | Gesamt      | 14 bis 49 Jahre | Quelle |
| --------- | --------------- | ----------- | --------------- | ------ |
| 6,82 Mio. | 3,79 Mio.       | 22,8 %      | 28,1 %          | [ 6 ]  |

### 2006
2006! Menschen, Bilder, Emotionen wurde am 10. Dezember 2006 ausgestrahlt. Gäste waren u. a. Britta Steffen, Miroslav Klose, Philipp Lahm, Lukas Podolski, Xavier Naidoo, Texas Lightning, Jens Lehmann (Videokonferenz), Hape Kerkeling (als Horst Schlämmer), Brigitta Sirny (Mutter von Natascha Kampusch) und Christoph Feurstein, Die Prinzen, Tokio Hotel, Michael Herbig, Christoph Maria Herbst und Take That.
| Zuschauer | Zuschauer       | Marktanteil | Marktanteil     | Quellen     |
| Gesamt    | 14 bis 49 Jahre | Marktanteil | Marktanteil     | Quellen     |
| Gesamt    | 14 bis 49 Jahre | Gesamt      | 14 bis 49 Jahre | Quellen     |
| --------- | --------------- | ----------- | --------------- | ----------- |
| 6,42 Mio. | 3,82 Mio.       | 20,6 %      | 28,1 %          | [ 8 ] [ 9 ] |

### 2007
2007! Menschen, Bilder, Emotionen wurde am 9. Dezember 2007 ausgestrahlt. Gäste waren u. a. Henning Fritz, Heiner Brand, Henry Maske, Mark Medlock und Dieter Bohlen, Harald Schmidt und Oliver Pocher, Cordula Stratmann, Fabian Hambüchen, Seal, Herbert Grönemeyer, Maria Furtwängler, Florian Henckel von Donnersmarck und Die Prinzen.
| Zuschauer | Zuschauer       | Marktanteil | Marktanteil     | Quelle |
| Gesamt    | 14 bis 49 Jahre | Marktanteil | Marktanteil     | Quelle |
| Gesamt    | 14 bis 49 Jahre | Gesamt      | 14 bis 49 Jahre | Quelle |
| --------- | --------------- | ----------- | --------------- | ------ |
| 5,49 Mio. | 3,03 Mio.       | 18,4 %      | 23,4 %          | [ 10 ] |

### 2008
2008! Menschen, Bilder, Emotionen wurde am 7. Dezember 2008 ausgestrahlt und lief in direkter Konkurrenz zu Menschen 2008 mit Johannes B. Kerner. Gäste waren u. a. Fabian Hambüchen, Michael Ballack (Videokonferenz), Britta Steffen, Sebastian Vettel, Mario Barth, Oliver Pocher, Paul Potts, Thomas Beatie („schwangerer Mann“), Sarah Connor, Leona Lewis, Philipp Lahm, Kurt Beck und Michael Hirte.
| Zuschauer | Zuschauer       | Marktanteil | Marktanteil     | Quelle |
| Gesamt    | 14 bis 49 Jahre | Marktanteil | Marktanteil     | Quelle |
| Gesamt    | 14 bis 49 Jahre | Gesamt      | 14 bis 49 Jahre | Quelle |
| --------- | --------------- | ----------- | --------------- | ------ |
| 5,74 Mio. | 3,25 Mio.       | 19,2 %      | 24,4 %          | [ 11 ] |

### 2009
2009! Menschen, Bilder, Emotionen wurde am 13. Dezember 2009 ausgestrahlt. Gäste waren u. a. Nadja Benaissa, Paul Biedermann, Cindy aus Marzahn, Ariane Friedrich, Berlino, Maskottchen der Leichtathletik-WM 2009 in Berlin, Karl-Theodor zu Guttenberg, Margot Käßmann, Jürgen Klinsmann, Krzystof Kotjuk (Kapitän der Hansa Stavanger), Jörg Neblung und Marco Villa (als Freunde von Robert Enke), Chesley Sullenberger, Sebastian Vettel, Betroffene des Einsturzes des Kölner Stadtarchivs, Beteiligte eines spektakulären Autounfalls an der Stadtkirche Limbach, Verkäufer einer Wohlfahrtsmarke Audrey Hepburn, Mando Diao, Nena und David Garrett.
| Zuschauer | Zuschauer       | Marktanteil | Marktanteil     | Quelle |
| Gesamt    | 14 bis 49 Jahre | Marktanteil | Marktanteil     | Quelle |
| Gesamt    | 14 bis 49 Jahre | Gesamt      | 14 bis 49 Jahre | Quelle |
| --------- | --------------- | ----------- | --------------- | ------ |
| 5,04 Mio. | 2,77 Mio.       | 16,4 %      | 20,7 %          | [ 14 ] |

### 2010
2010! Menschen, Bilder, Emotionen wurde am 5. Dezember 2010 ausgestrahlt. Gäste waren u. a. Sylvie van der Vaart, Guido Westerwelle, Thilo Sarrazin, Daniela Katzenberger, Thomas Müller, Lukas Podolski, Manuel Neuer, Verena Sailer, Anni Friesinger-Postma, Bischof Stephan Ackermann, der 15-jährige Student Nikolaus Hildebrand, Besucher und Helfer der Love Parade 2010 sowie ein chilenischer Bergarbeiter.
| Zuschauer | Zuschauer       | Marktanteil | Marktanteil     | Quelle |
| Gesamt    | 14 bis 49 Jahre | Marktanteil | Marktanteil     | Quelle |
| Gesamt    | 14 bis 49 Jahre | Gesamt      | 14 bis 49 Jahre | Quelle |
| --------- | --------------- | ----------- | --------------- | ------ |
| 5,44 Mio. | 3,10 Mio.       | 17,9 %      | 23,3 %          | [ 16 ] |

### 2011
2011! Menschen, Bilder, Emotionen wurde am 4. Dezember 2011 ausgestrahlt. Gäste waren u. a. Gaby Köster, Vitali Klitschko, Barbara Schöneberger, Maite Kelly, Winfried Kretschmann, Marcel Gleffe mit Eltern (rettete über 20 Jugendlichen das Leben beim Attentat von Breivik in Norwegen), Ameneh Bahrami (Ein Mann entstellte ihr Gesicht mit Säure, das Gericht entschied Ameneh Bahrami eine Vergeltungstat zu, auf welche sie verzichtete), Gordon Huenies und Robert Meister (ehemalige Techniker im Atomkraftwerk Fukushima; erlebten das Erdbeben mit), Georg Baur (er zeigte Zivilcourage und rettete einem Mann, der von zwei Jugendlichen in einer U-Bahn verprügelt wird, das Leben), Herbert Grönemeyer, Pietro Lombardi und Sarah Engels, Thomas Gottschalk sowie ein kleiner Junge (Tobias), der den Papst zu seiner Erstkommunion einlud, dieser aber in einem persönlichen Schreiben absagte.
| Zuschauer | Zuschauer       | Marktanteil | Marktanteil     | Quelle |
| Gesamt    | 14 bis 49 Jahre | Marktanteil | Marktanteil     | Quelle |
| Gesamt    | 14 bis 49 Jahre | Gesamt      | 14 bis 49 Jahre | Quelle |
| --------- | --------------- | ----------- | --------------- | ------ |
| 8,39 Mio. | 4,0 Mio.        | 26,7 %      | 29,1 %          | [ 18 ] |

### 2012
2012! Menschen, Bilder, Emotionen wurde am 9. Dezember 2012 ausgestrahlt. Gäste waren u. a. Carmen und Robert Geiss, Hannelore Kraft, Bettina Michel (Tochter von Rudi Assauer), Robert Harting, Mats Hummels, Unheilig, Überlebende der Havarie der der Costa Concordia und Carly Rae Jepsen.
| Zuschauer | Zuschauer       | Marktanteil | Marktanteil     | Quelle |
| Gesamt    | 14 bis 49 Jahre | Marktanteil | Marktanteil     | Quelle |
| Gesamt    | 14 bis 49 Jahre | Gesamt      | 14 bis 49 Jahre | Quelle |
| --------- | --------------- | ----------- | --------------- | ------ |
| 5,00 Mio. | 2,57 Mio.       | 16,7 %      | 20,6 %          | [ 20 ] |

### 2013
2013! Menschen, Bilder, Emotionen wurde am 1. Dezember 2013 ausgestrahlt. Gäste waren u. a. Gustl Mollath, Die Toten Hosen, Jupp Heynckes, Olly Murs und Sabine Lisicki. Weiterhin ein Ehepaar aus Brandenburg (der Mann vergaß bei der Hochzeitsreise seine Frau an einer Tankstelle), Betroffene und Helfer des Rekord-Hochwassers in Deutschland, Wladimir Klitschko, Lukas Podolski, Mohamed (erblindeter Junge aus Syrien) und Guido Maria Kretschmer.
| Zuschauer | Zuschauer       | Marktanteil | Marktanteil     | Quellen       |
| Gesamt    | 14 bis 49 Jahre | Marktanteil | Marktanteil     | Quellen       |
| Gesamt    | 14 bis 49 Jahre | Gesamt      | 14 bis 49 Jahre | Quellen       |
| --------- | --------------- | ----------- | --------------- | ------------- |
| 4,49 Mio. | 2,38 Mio.       | 15,3 %      | 20,0 %          | [ 21 ] [ 22 ] |

### 2014
2014! Menschen, Bilder, Emotionen wurde am 7. Dezember 2014 ausgestrahlt. Gäste waren u. a. Manuel Neuer, Bianca Göhl (überlebte in ihrem Auto einen Sturz vom Staffelberg unverletzt), Ray Kelly (Eine Gesangseinlage von Leonard Cohens „Hallelujah“ bei einer Hochzeit machte ihn über Nacht zum Weltstar), Sara Hommel (Kinderärztin die zum Zeitpunkt des Ausbruchs von Ebola in einer Kinderklinik in Sierra Leone arbeitete), Sascha Grammel, Maria Höfl-Riesch, Maria Zanchetta (italienisches, multilinguales Mädchen, großer Fan von Deutschland und Deutschlands Politikern), Bastian Schweinsteiger, Christoph Kramer, Andreas Bourani, Hannah Scholz, Caroline Schön und Lisa Steinmetz (die drei Frauen überlebten den Untergang ihres Ausflugsbootes in Indonesien, bei dem sie mehrere Tage im Wasser verbracht haben), Elyas M’Barek, Conchita Wurst, Joachim Löw und Barbara Schöneberger.
| Zuschauer | Zuschauer       | Marktanteil | Marktanteil     | Quellen       |
| Gesamt    | 14 bis 49 Jahre | Marktanteil | Marktanteil     | Quellen       |
| Gesamt    | 14 bis 49 Jahre | Gesamt      | 14 bis 49 Jahre | Quellen       |
| --------- | --------------- | ----------- | --------------- | ------------- |
| 4,96 Mio. | 2,35 Mio.       | 16,6 %      | 19,5 %          | [ 23 ] [ 24 ] |

### 2015
2015! Menschen, Bilder, Emotionen wurde am 6. Dezember 2015 ausgestrahlt. Gäste waren u. a. Helene Fischer, Jost Kobusch, Überlebender des Erdbebens in Nepal, Hinterbliebene des Germanwings-Fluges 9525, Robert Lewandowski, Reem Sahwil (Flüchtlingskind aus Palästina, das bei einem Gespräch mit Bundeskanzlerin Angela Merkel für Aufsehen sorgte), Max von der Groeben, Schüler aus Buxtehude, deren Schulbus im September auf dem Bahnübergang liegen blieb und anschließend vom Zug erfasst wurde, Michael Mronz, Ehemann von Guido Westerwelle, der aufgrund seines Gesundheitszustands nicht selbst an der Sendung teilnehmen konnte, Herbert Grönemeyer, Henriette Reker, Julia und Thomas Schmitz, Überlebende der Terroranschläge am 13. November 2015 in Paris, Til Schweiger, Thomas Gottschalk, Sven Hossalla und Freundin Lisa Metzler, deren Hund Flecki bei einem Parkplatzaufenthalt weglief; das Paar verbrachte 11 Tage auf dem Parkplatz und suchte den Hund.
Musik-Acts waren:
- Adele – Hello
- Sarah Connor – Wie schön du bist
- Herbert Grönemeyer – Fang mich an
- Helene Fischer – The Power of Love

| Zuschauer | Zuschauer       | Marktanteil | Marktanteil     | Quelle |
| Gesamt    | 14 bis 49 Jahre | Marktanteil | Marktanteil     | Quelle |
| Gesamt    | 14 bis 49 Jahre | Gesamt      | 14 bis 49 Jahre | Quelle |
| --------- | --------------- | ----------- | --------------- | ------ |
| 4,28 Mio. | 1,99 Mio.       | 14,2 %      | 17,5 %          | [ 26 ] |

### 2016
2016! Menschen, Bilder, Emotionen wurde am 4. Dezember 2016 ausgestrahlt. Gäste waren u. a. Angelique Kerber, Fabian Hambüchen, Wolfgang Bosbach, Ilka Bessin, Mark Forster und Gudmundur Benediktsson. Weiterhin Toni Kroos, Elyas M’Barek, Eric Kabongo sowie Andreas Toba.
Musik-Acts waren:
- Udo Lindenberg – Wenn du gehst
- Robbie Williams – Love My Life
- Andreas Gabalier – Amoi seg’ ma uns wieder
- Howard Carpendale – Hit-Medley

| Zuschauer | Zuschauer       | Marktanteil | Marktanteil     | Quellen |
| Gesamt    | 14 bis 49 Jahre | Marktanteil | Marktanteil     | Quellen |
| Gesamt    | 14 bis 49 Jahre | Gesamt      | 14 bis 49 Jahre | Quellen |
| --------- | --------------- | ----------- | --------------- | ------- |
| 3,74 Mio. | 1,68 Mio.       | 12,6 %      | 15,3 %          | [ 28 ]  |

### 2017
2017! Menschen, Bilder, Emotionen wurde am 3. Dezember 2017 ausgestrahlt. Gäste waren u. a. Boris Becker, Walter Kohl, Sebastian Kurz, Patrick Lange und Sarah und Pietro Lombardi.
Musik-Acts waren:
- Pietro Lombardi & Kay One – Señorita
- The Kelly Family – Hit-Medley
- Nena – Hit-Medley

| Zuschauer | Zuschauer       | Marktanteil | Marktanteil     | Quelle |
| Gesamt    | 14 bis 49 Jahre | Marktanteil | Marktanteil     | Quelle |
| Gesamt    | 14 bis 49 Jahre | Gesamt      | 14 bis 49 Jahre | Quelle |
| --------- | --------------- | ----------- | --------------- | ------ |
| 4,10 Mio. | 1,89 Mio.       | 13,4 %      | 17,3 %          | [ 30 ] |

### 2018
2018! Menschen, Bilder, Emotionen wurde am 2. Dezember 2018 ausgestrahlt. Gäste waren u. a. Jekaterina Leonowa und Ingolf Lück – Let's Dance-Gewinner, Florian David Fitz, Gianluca Ardini, Gina Lückenkemper und Mateusz Przybylko, Günther Küblböck – Vater von Daniel Küblböck, Hubert Kastner und Melanie Kastner-Muhmi – Opfer der Amokfahrt in Münster, Kristina Vogel, Lilly Becker, Linda Ellerbrock & Ivan Krasouski, Robert Habeck – Neuer Bundesvorsitzender der Grünen, Serdal Celebri und Vanessa Bosse – Schülerin aus Riegsee (Kreis Garmisch-Partenkirchen).
Musik-Acts waren:
- Namika – Je ne parle pas français
- Mark Forster – Einmal
- Heino – Medley der Hits des Jahres

| Zuschauer | Zuschauer       | Marktanteil | Marktanteil     | Quelle |
| Gesamt    | 14 bis 49 Jahre | Marktanteil | Marktanteil     | Quelle |
| Gesamt    | 14 bis 49 Jahre | Gesamt      | 14 bis 49 Jahre | Quelle |
| --------- | --------------- | ----------- | --------------- | ------ |
| 3,55 Mio. | 1,68 Mio.       | 12,2 %      | 16,5 %          | [ 31 ] |

### 2019
2019! Menschen, Bilder, Emotionen wurde am 8. Dezember 2019 ausgestrahlt. Gäste waren u. a. Let’s-Dance-Sieger 2019 Jekaterina Leonowa und Pascal Hens, Nathalie Birli, Felix Neureuther, Julius Weckauf, Manuela Schwesig, Herbert Grönemeyer, Oliver Pocher, Sarah Connor, Hossein Ensan, Julius Weckauf und Frank Elstner.
Musik-Acts waren:
- Herbert Grönemeyer – Fall der Fälle
- Sarah Connor – Vincent
- Johannes Oerding mit An guten Tagen

| Zuschauer | Zuschauer       | Marktanteil | Marktanteil     | Quelle |
| Gesamt    | 14 bis 49 Jahre | Marktanteil | Marktanteil     | Quelle |
| Gesamt    | 14 bis 49 Jahre | Gesamt      | 14 bis 49 Jahre | Quelle |
| --------- | --------------- | ----------- | --------------- | ------ |
| 3,95 Mio. | 1,69 Mio.       | 14,3 %      | 19,4 %          | [ 32 ] |

### 2020
2020! Menschen, Bilder, Emotionen wurde am 6. Dezember 2020 ausgestrahlt. Gäste waren u. a. Hendrik Streeck, Jens Spahn, Tom Moore, Helena Zengel und Mick Schumacher.
Musik-Acts waren:
- Helene Fischer – Never Enough
- Helene Fischer & Rea Garvey – Hallelujah
- Howard Carpendale – Hit-Medley

| Zuschauer | Zuschauer       | Marktanteil | Marktanteil     | Quelle |
| Gesamt    | 14 bis 49 Jahre | Marktanteil | Marktanteil     | Quelle |
| Gesamt    | 14 bis 49 Jahre | Gesamt      | 14 bis 49 Jahre | Quelle |
| --------- | --------------- | ----------- | --------------- | ------ |
| 3,30 Mio. | 1,14 Mio.       | 12,2 %      | 14,1 %          | [ 33 ] |

### 2021
2021! Menschen, Bilder, Emotionen wurde am 5. Dezember 2021 ausgestrahlt. Gäste waren u. a. Thomas Gottschalk, Lukas Podolski, Bushido, Benjamin List, Wolfgang Schäuble, Alexander Zverev, Boris Becker, Oliver Pocher und Eko Fresh.
Musik-Acts waren:
- Zoe Wees – Girls like Us
- The Kelly Family – Christmas in Our Hearts

2021! Menschen, Bilder, Emotionen war die letzte von Günther Jauch moderierte Ausgabe.
| Zuschauer | Zuschauer       | Marktanteil | Marktanteil     | Quelle |
| Gesamt    | 14 bis 49 Jahre | Marktanteil | Marktanteil     | Quelle |
| Gesamt    | 14 bis 49 Jahre | Gesamt      | 14 bis 49 Jahre | Quelle |
| --------- | --------------- | ----------- | --------------- | ------ |
| 3,13 Mio. | 1,22 Mio.       | 12,4 %      | 18,1 %          | [ 36 ] |

### 2022
2022! Menschen, Bilder, Emotionen wurde am 11. Dezember 2022 ausgestrahlt. Nachdem Günther Jauch die Sendung seit 1996 moderierte, übernahmen Karl-Theodor zu Guttenberg und Thomas Gottschalk die Moderation. Gäste waren u. a. Wotan Wilke Möhring und Antonia Riët, Vitali Klitschko, Christian Lindner, Sarah Connor, Kavita Sharma und Paul Ronzheimer, Sahra Wagenknecht sowie Alexandra Popp und Lena Oberdorf.
Musik-Acts waren:
- Marius Müller-Westernhagen – Zeitgeist
- Kamrad – I Believe

| Zuschauer | Zuschauer       | Marktanteil | Marktanteil     | Quellen |
| Gesamt    | 14 bis 49 Jahre | Marktanteil | Marktanteil     | Quellen |
| Gesamt    | 14 bis 49 Jahre | Gesamt      | 14 bis 49 Jahre | Quellen |
| --------- | --------------- | ----------- | --------------- | ------- |
| 2,23 Mio. | 0,69 Mio.       | 8,8 %       | 11,5 %          | [ 38 ]  |

### 2023
2023! Menschen, Bilder, Emotionen wurde am 7. Dezember 2023 ausgestrahlt. Als Moderator wurde erstmals Steffen Hallaschka eingesetzt. Gäste waren u. a. Olivia Jones, Marie-Agnes Strack-Zimmermann, Evelyn Burdecki, Tim Mälzer und Til Schweiger.
| Zuschauer | Zuschauer       | Marktanteil | Marktanteil     | Quellen |
| Gesamt    | 14 bis 49 Jahre | Marktanteil | Marktanteil     | Quellen |
| Gesamt    | 14 bis 49 Jahre | Gesamt      | 14 bis 49 Jahre | Quellen |
| --------- | --------------- | ----------- | --------------- | ------- |
| 1,88 Mio. | 0,53 Mio.       | 9,5 %       | 13,0 %          | [ 39 ]  |

### 2024
2024! Menschen, Bilder, Emotionen wurde am 11. Dezember 2024 ausgestrahlt. Gäste waren u. a. Ilka Bessin, Kristina Vogel, Tim Mälzer, Julian Nagelsmann, Svenja Brunckhorst, Sonja Greinacher, Josia Topf, Regina Halmich, Olaf Scholz und Hape Kerkeling.

## Kritik
Die etwa 200-minütige Sendung wird von Kritikern mit geteilter Meinung betrachtet, da ein Spagat zwischen Boulevard-Nachrichten und politischer Ereignisrückschau versucht wird.

## Ähnliche Formate
Ähnliche Formate wurden mit Thomas Gottschalk, Dieter Nuhr, Hape Kerkeling, Markus Lanz sowie Johannes B. Kerner auf Sat.1 und ZDF ausgestrahlt. Auf ProSieben wurde ab 2009 eine Sonderausgabe der Rankingshow Galileo Big Pictures mit Aiman Abdallah gezeigt; eine Jahresrückschau durch 50 außergewöhnliche Aufnahmen. Im Jahr 2011 präsentierten die Tagesschausprecher Caren Miosga und Tom Buhrow den ARD-Jahresrückblick, im folgenden Jahr Reinhold Beckmann Das Jahr 2012 – was bewegte Deutschland?.